# インテリジェントネットワーク
インテリジェントネットワーク(IN)とは、着信課金電話番号（フリーダイヤル）・情報料課金サービス（ダイヤルQ2）などの高度サービスを、基本的な呼接続機能を交換機で、番号翻訳・位置情報管理・課金制御などをサービス制御ポイント(SCP)で行うことで、効率化するものである。

## 高度インテリジェントネットワーク
高度インテリジェントネットワーク(AIN)とは、ITU-Tで規定された、交換機・SCP間のインターフェースをアプリケーション層まで標準化したものである。

## サービス制御ポイント
サービス制御ポイント（SCP）とは、AINにおいてサービス制御を行うものである。
サービス論理プログラム（SLP）を実行するサービス制御機能（SCF）と、必要なデータを収容するサービスデータ機能（SDF）から構成される。

## サービス管理システム
サービス管理システム（SMS）とは、AINにおいて、サービス契約情報の管理・SCPへのダウンロード・サービス仕様を記述したSLPの管理・ SCP へのダウンロード・カスタマ制御機能の提供・運用情報の管理を行う情報処理装置である。
汎用のデータベース・通信サーバが使用される。

## サービス交換ポイント
サービス交換ポイント（SSP）とは、基本呼状態遷移図（BCSM：Basic Call State Model）に基づき呼の接続制御を実施する呼接続制御機能（CCF）・CCFからの通知に基づきSCPへAIN呼の起動などを通知するサービス交換機能（SSF）を中心に構成される。

## サービス生成環境
サービス生成環境（SCE）とは、ソフトウェアの専門家でないサービス開発者が、サービス論理プログラム（SLP）を開発可能とする、図形表現などのわかりやすいユーザインタフェースである。

## カスタマコントロール
カスタマコントロールとは、サービス利用者自身が、サービスの条件や理論を変更・制御するものである。
転送電話の転送先や転送条件・迷惑電話お断り・着信課金電話番号の着信条件などが、その例である。